# Władysław I. Ellenlang

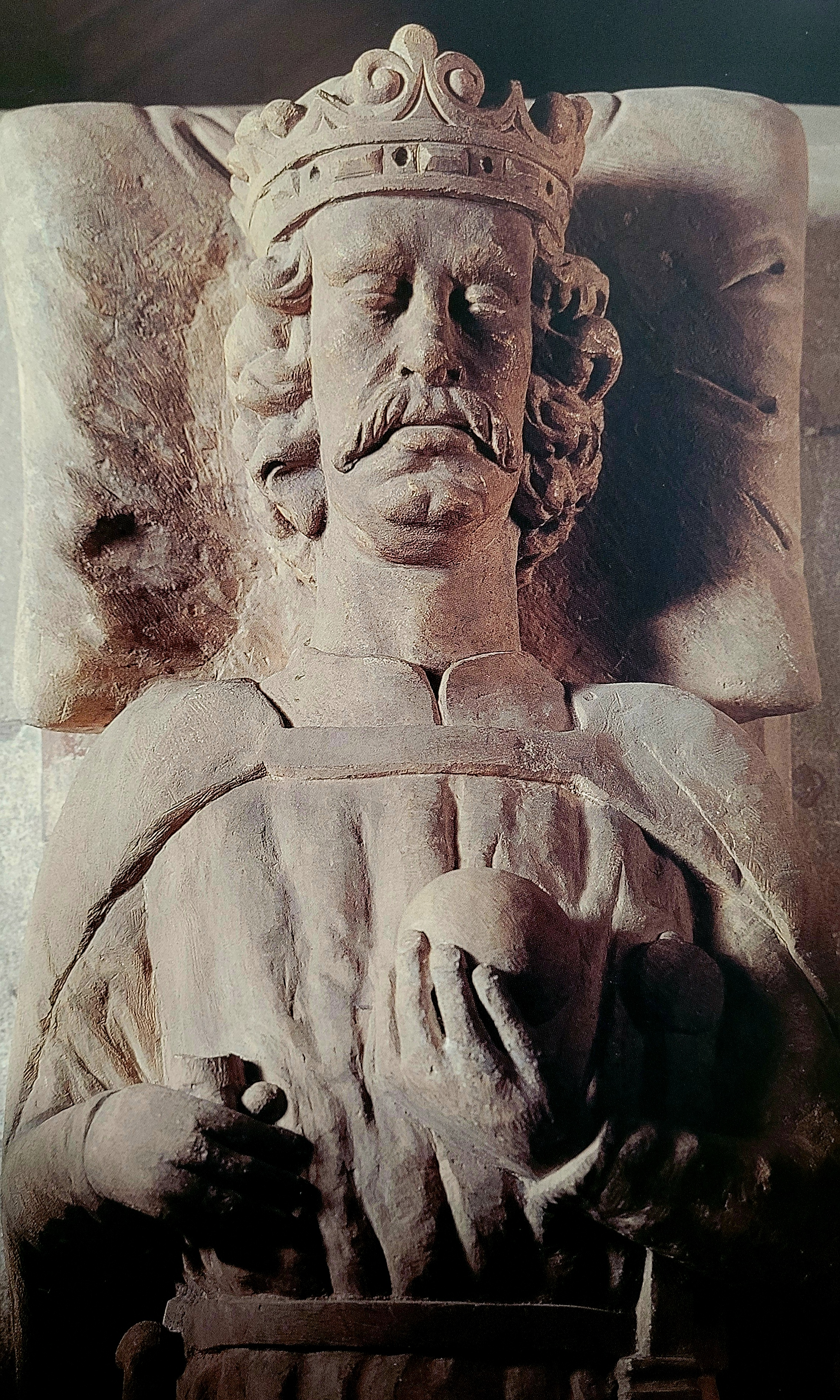
Sarkophagbildnis König Władysławs I. Ellenlang in der Wawelkathedrale

Władysław I. Ellenlang (polnisch Władysław I Łokietek, lateinisch Ladislaus; * 1260; † 2. März 1333 in Krakau, Polen) war als Władysław IV. ab 1306 Seniorherzog von Polen (dux Regni Poloniae), und ab 1320, als Władysław I., König von Polen (rex Poloniae); aus der Dynastie der kujawischen Piasten.
Vor seiner Krönung zum polnischen König 1320 stand Herzog Władysław mit anderen männlichen Vertretern der Piastenlinie und dem böhmischen Königshaus der Přemysliden bei der Einigung des Königreichs Polen in Konkurrenz. Den Beinamen Ellenlang oder der Ellenlange (polnisch Łokietek, Diminutiv von łokieć, zu deutsch Elle oder Ellenbogen) erhielt er aufgrund seiner kurzen Statur.

## Biografie
Wladyslaw war der Sohn von Herzog Kasimir von Kujawien. Seit 1267 befand sich der minderjährige Władysław unter der Vormundschaft seiner Mutter Euphrosyne, dann der älteren Brüder Leszek und Siemomysław. Bei seiner Volljährigkeit, 1275, erhielt Władysław Südkujawien mit Brześć Kujawski als Teilherzogtum. 1288 erbte Władysław nach dem Tod des Halbbruders Leszek, der seit 1279 die Seniorherzogswürde trug, das Land von Sieradz und nahm am Krieg um Kleinpolen gegen Heinrich IV., Herzog von Schlesien-Breslau, auf der Seite Bolesławs, des Herzogs von Masowien-Płock teil. 1289 besetzte Władysław vorübergehend Krakau, musste in Kleinpolen schließlich Heinrich IV. weichen, behielt aber das Land von Sandomir. Nach dem Tod Heinrichs IV., 1290, begann der Kampf um Krakau erneut. König Wenzel II. von Böhmen besetzte 1291 Kleinpolen, verdrängte 1292 Władysław aus Sandomir und zwang ihn zur Lehnshuldigung. Als 1294 Kasimir II., Herzog von Łęczyca, starb, erbte Wladyslaw sein Herzogtum.
Die Ermordung des Königs Przemysław von Polen, des Herrn über die Herzogtümer Großpolen und Pommerellen verursachte Anfang 1296 Kämpfe um seine Nachfolge in Polen. Władysław wurde zwar zum Herzog und Nachfolger dieser Gebiete gewählt, verlor aber im Abkommen von Krzywin vom 10. März 1296 einen Teil Großpolens an der Netze mit den Hauptburgen Santok, Drezdenko und Wałcz an die Mark Brandenburg, während die südwestlichen Gebiete Großpolens zwischen Międzyrzecz und Gostyń an Herzog Heinrich von Glogau fielen. 1297 verzichtete Władysław auf seine Ansprüche auf Krakau und huldigte 1299 in Kłęka erneut König Wenzel II., der ihn nach seiner Krönung zum polnischen König, 1300, aufgrund der ständigen Vertragsbrüche ganz aus Polen vertrieb.

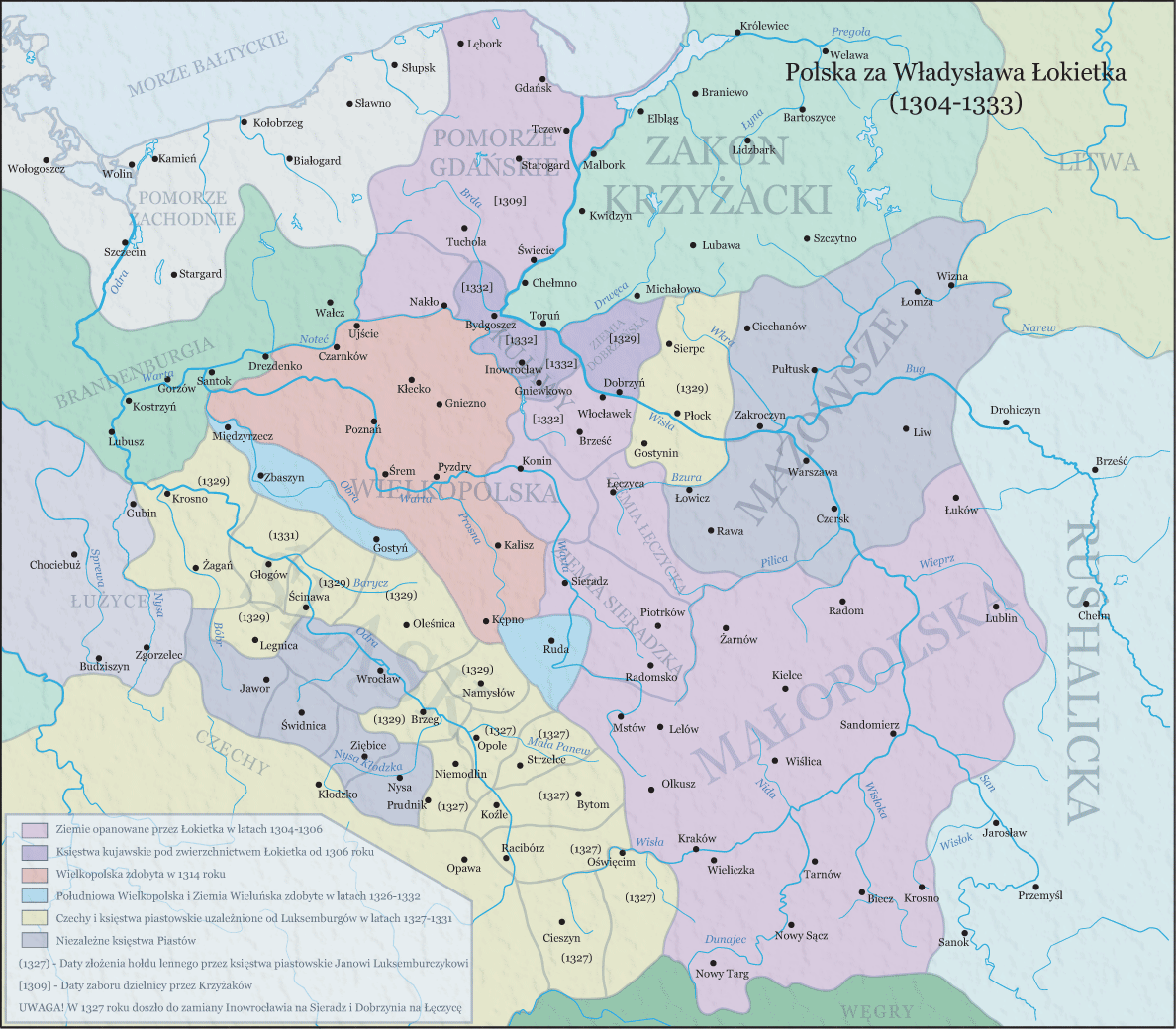
Königreich Polen, unter dem Souverän Władysław I. Ellenlang (Territoriale Entwicklung Polens in den Jahren 1304–1333)

1304 kehrte Wladyslaw mit Hilfe des ungarischen Magnaten Aba zurück in die Heimat. Mit dem Tod Wenzels II. 1305 und der Ermordung seines Sohns Wenzel III. 1306 war das böhmische Königsgeschlecht der Přemysliden im erbberechtigten Mannesstamm erloschen. Der Tod beider böhmischer Herrscher erleichterte nun die Durchsetzung von Władysławs Herrschaft in Kleinpolen, im Land von Sieradz und Łęczyca, sowie in Kujawien und Pommerellen, während man in Großpolen Heinrich von Glogau herbeirief. Władysław konnte 1308 Pommerellen nicht vor einem Angriff der Markgrafen von Brandenburg schützen, die bestrebt waren, ihre strittigen Lehnsrechte an Pommerellen durchzusetzen. Er bat den Deutschen Orden um Hilfe gegen Entgelt. Das Ausbleiben der für den Hilfsdienst vereinbarten Entschädigung führte zur Übernahme von Danzig durch den Deutschen Orden 1308. Im Vertrag von Soldin 1309 teilten die Askanier aus der Mark Brandenburg mit dem Deutschen Orden das polnische Herzogtum Pommerellen untereinander auf. Die Übernahme Pommerellens einschließlich Danzigs durch den Deutschen Orden verursachte langwierige Auseinandersetzungen mit Polen, die das deutsch-polnische Verhältnis für mehrere Jahrhunderte belastete. Im Winter 1311 führten Interessenunterschiede zwischen Krakau, im Bündnis mit einigen anderen kleinpolnischen Städten, und dem Adel zum sog. Aufstand des Vogtes Albert, den Władysław niederschlug. Seine Niederlage verhinderte langfristig die Realisierung der politischen Ansprüche insbesondere des deutschsprachigen Bürgertums in Polen. 1314 rebellierte der großpolnische Adel gegen die Herrschaft der Herzöge von Glogau und rief Władysław zu Hilfe, der diese Provinz seinem Reich angliederte. Im Jahr 1315 schloss Polen mit den slawischen Herrschern von Mecklenburg und Pommern, sowie den skandinavischen Mächten Dänemark und Schweden, ein gegen die Mark Brandenburg gerichtetes Bündnis. Es brach ein Krieg aus, der allerdings ohne Erfolg für Władysław endete und in der brandenburgischen Neumark nur ein verwüstetes Gebiet hinterließ. In der nun eingeleiteten Wiedervereinigung Polens errang der Adel eine dominierende Stellung. Obwohl Johann von Luxemburg, der neue König von Böhmen, Ansprüche auf den polnischen Thron erhob, erlangte Władysław die Zustimmung Papst Johannes’ XXII. in Avignon zu seiner Krönung am 20. Januar 1320 in Krakau. 1321 verurteilte ein Kurialgericht in Inowrocław und Brześć Kujawski den Deutschen Orden zur Herausgabe Pommerellens und zur Zahlung einer Entschädigung; der Urteilsspruch blieb jedoch wirkungslos.

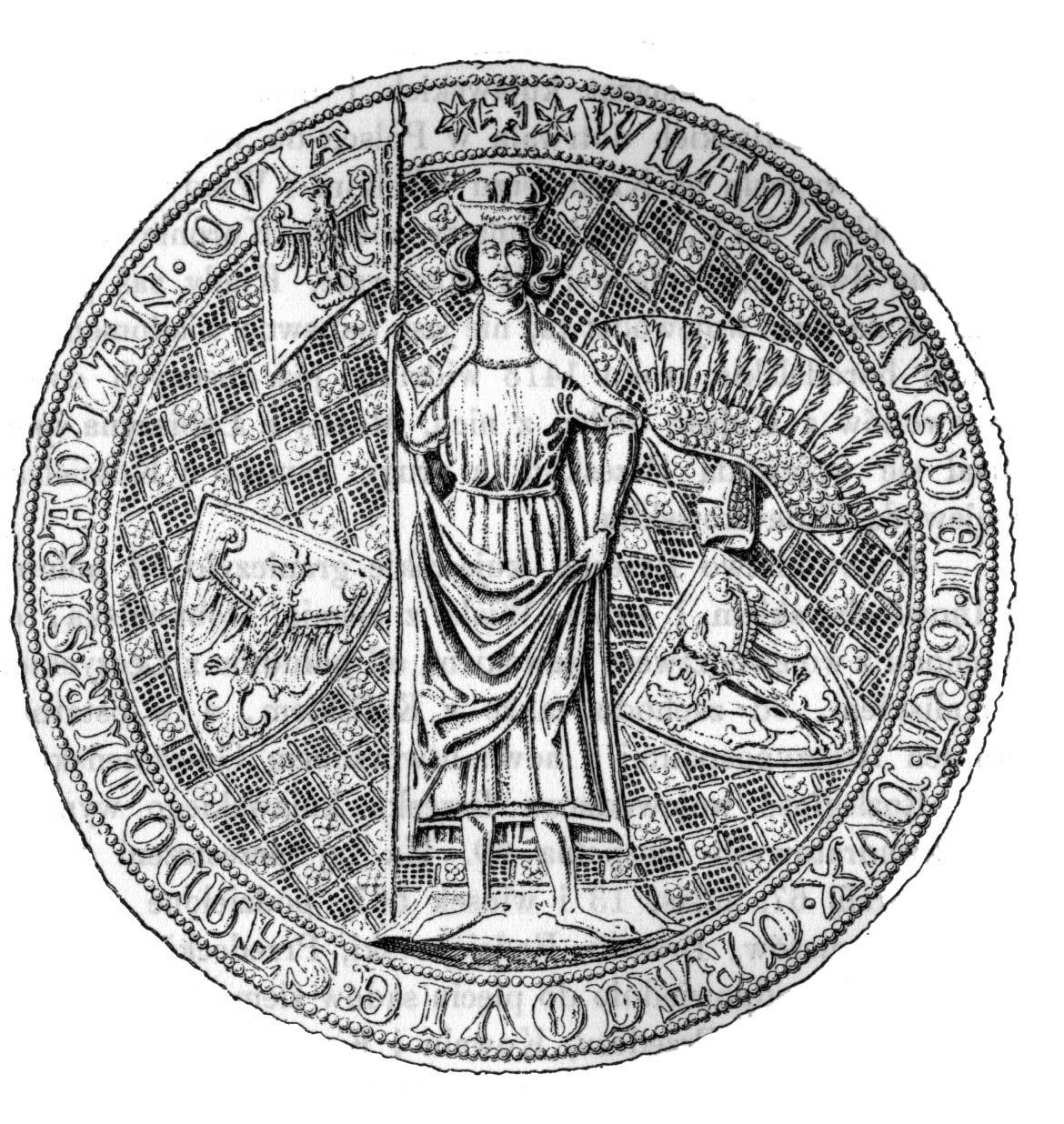
Das königliche Siegel von König Władysław I. Ellenlang

Die polnisch-ungarische Allianz wurde 1320 durch die Heirat Elisabeths, einer Tochter Władysławs, mit Karl Robert von Anjou bekräftigt. 1323 setzten polnisch-ungarische Hilfstruppen den Sohn des Piasten Trojden, Herzog von Masowien-Czersk, Bolesław-Trojdenowicz (als Fürst der westlichen Rus, Georg bzw. Jurij II. genannt), auf den Thron von Halytsch-Wolhynien, der über seine Mutter Maria, Prinzessin und Erbin von Halytsch-Wolhynien, aus dem Haus Roman, einer männlichen Seitenlinie der Rurikiden, abstammte. 1325 führte der Bündnisvertrag mit Gedimin, Großfürst von Litauen, zur Heirat von dessen Tochter Aldona-Anna mit dem polnischen Thronfolger Kasimir. 1326 verwüstete Władysław mit litauischer Unterstützung die Neumark. Im Winter 1327 zog König Johann von Böhmen gegen Krakau. Zwar kehrte er unter ungarischem Druck zurück, doch huldigten ihm viele Piasten-Herzöge Schlesiens, und bis 1329 erkannten fast alle Herzöge die böhmische Lehnshoheit über Schlesien an. Im Sommer 1327 brachen offene Kämpfe Władysławs mit dem Deutschen Orden aus, der mit König Johann verbündet war. Die gegnerischen Truppen besetzten das Land von Dobrin, währenddessen sah sich Herzog Wenzel von Masowien-Płock gezwungen dem böhmischen Herrscher für sein Teilherzogtum 1329 zu huldigen (böhmische Lehnsabhängigkeit bis 1351). Bei neuen Kämpfen 1330 und 1331 verwüsteten Truppen des Deutschen Ordens Großpolen und besetzten trotz einer unentschiedenen Schlacht bei Plowce am 27. September 1331 im folgenden Jahr ganz Kujawien. Während des Waffenstillstands, der im Sommer 1332 auf Vermittlung des päpstlichen Legaten Peter von Alvernia für ein Jahr zustande kam, starb König Władysław. Die sterblichen Überreste des Königs wurden in der Wawel-Kathedrale zu Krakau beigesetzt. Er hinterließ seinem Sohn und Nachfolger Kasimir nur zwei alte Herrschaftsregionen der Piasten, Großpolen mit der Hauptburg Posen und Kleinpolen mit der Hauptstadt Krakau, sowie einige mittelpolnische Länder um Sieradz und Łęczyca.

## Machtbereich des Władysław Ellenlang in den Jahren 1267–1333
Der Machtbereich Władysławs unterlag in seinem Kampf um die politische Selbstbehauptung gegen konkurrierende Zweige der Piastendynastie, das böhmische Königshaus, sowie den Deutschen Orden einem stetigen Wandel. Es war eine Zeit in der sich die neuen Grenzen des erneuerten polnischen Königreichs herausbildeten.
- 1267–1300: Herzog von Kujawien in Brześć Kujawski und Dobrin, bis 1275 unter Vormundschaft der Mutter, 1275–1288 gemeinsam mit seinen Brüdern, ab 1288 allein in Brześć Kujawski;
- 1288–1300: Herzog in Sieradz;
- 1289–1292: Herzog von Kleinpolen in Sandomir;
- 1294–1300: Herzog in Łęczyca;
- 1296–1300: Herzog von Großpolen und Pommerellen;
- 1300–1304: durch König Wenzel von Böhmen entmachtet, dem er 1292 und 1299 huldigte, im Exil bis 1304;
- 1304–1333: Herzog von Kleinpolen in Wiślica;
- 1305–1333: Herzog von Kleinpolen in Sandomir, Herzog in Sieradz und Łęczyca;
- 1305–1332: Herzog von Kujawien in Brześć Kujawski, 1332 Annexion durch den Deutschen Ritterorden;
- 1306–1333: Herzog von Kleinpolen in Krakau;
- 1306–1309: Herzog von Pommerellen, 1309 Annexion durch den Deutschen Ritterorden;
- 1306–1329: Herzog von Dobrin, 1329 Annexion durch den Deutschen Ritterorden;
- 1306–1332: Herzog von Kujawien in Inowrocław, 1332 Annexion durch den Deutschen Ritterorden;
- 1314–1333: Herzog von Großpolen;

Piastische Gebiete außerhalb der Grenzen des Königreichs Polen unter König Władysław I. Ellenlang
- Schlesische Herzogtümer, Verlust bis de facto 1945;
- Herzogtum Masowien-Płock bis 1351, dann direkter Anschluss ins Königreich;
- Herzogtum Masowien-Warschau bis 1351, dann Lehen der polnischen Krone, direkter Anschluss ins Königreich 1526;

## Nachkommen
König Władysław war seit 1293 mit der Prinzessin Hedwig von Kalisch verheiratet. Das Paar hatte insgesamt sechs Kinder:
- Kunigunde von Kujawien (ca. 1295–1331/33), Prinzessin von Polen, verheiratet ca. 1310 mit dem schlesischen Herzog Bernard von Schweidnitz, ab 1328 mit Herzog Rudolf von Sachsen-Wittenberg
- Stefan (1296/1300–1306), Prinz von Polen
- Władysław (1297–1311/1312), Prinz von Polen
- Elisabeth (1305–1380), Prinzessin von Polen, als Gattin von König Karl I., Königin von Ungarn
- Hedwig (1306/1309–1320/1325), Prinzessin von Polen
- Kasimir (1310–1370), Prinz von Polen, ab 1333 König von Polen